# Црква Светог Јована Крститеља у Доњем Крупцу
Црква Светог Јована Крститеља у Доњем Крупцу, насељеном месту на територији општине Алексинац, припада Епархији нишкој Српске православне цркве.
Црква посвећена Светом Јовану Крститењу подигнута је 1906. године, а освећена је 1. октобра 1906. године од стране епископа нишког Никанора Ружичића. Комплетна спољна санација је била 2007. године.